# Шпреталь
Шпреталь (нім. Spreetal, в.-луж. Sprjewiny Doł) — громада в Німеччині, розташована в землі Саксонія. Входить до складу району Бауцен.
Площа — 108,73 км2. Населення становить 1832 ос. (станом на 31 грудня 2020).